# Passalozetes scholzi
Passalozetes scholzi är en kvalsterart som beskrevs av Pérez-Íñigo och Peña 1996. Passalozetes scholzi ingår i släktet Passalozetes och familjen Passalozetidae. Inga underarter finns listade i Catalogue of Life.